# قائمة البعثات الدبلوماسية في باكستان

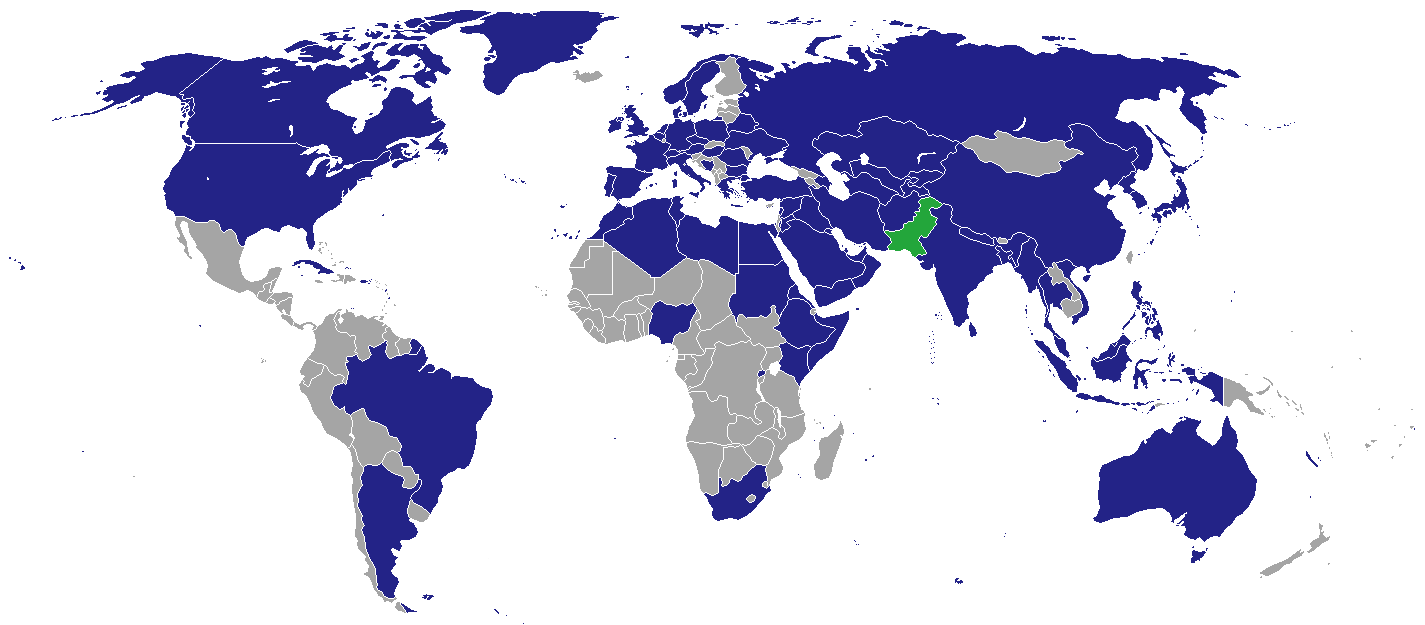
خريطة البعثات الدبلوماسية في باكستان

هذه قائمة بالبعثات الدبلوماسية في باكستان. يوجد حاليا 79 بعثة دبلوماسية موجودة في الجيب الدبلوماسي في إسلام آباد، والعديد من الدول لها قنصليات في مدن باكستانية أخرى. يوجد في العديد من الدول سفارات غير مقيمة معتمدة من عواصم أجنبية أخرى، مثل أبو ظبي وأنقرة وبكين والرياض وطهران.
هذه القائمة لا تشمل القنصليات الفخرية.

## السفارات / اللجان العليا
إسلام آباد
| - أفغانستان - الجزائر - الأرجنتين - أستراليا - النمسا - أذربيجان - البحرين - بنغلاديش - بيلاروس - بلجيكا - البوسنة والهرسك - البرازيل - بروناي - بلغاريا - كندا - الصين - كوبا - جمهورية التشيك - الدنمارك - مصر - إرتريا - فرنسا - ألمانيا - اليونان - الفاتيكان - المجر - الهند | - إندونيسيا - إيران - العراق - إيطاليا - اليابان - الأردن - كازاخستان - كينيا - الكويت - قرغيزستان - لبنان - ليبيا - ماليزيا - جزر المالديف - موريشيوس - المغرب - ميانمار - نيبال - هولندا - نيجيريا - كوريا الشمالية - النرويج - عُمان - فلسطين - الفلبين - بولندا - البرتغال | - قطر - رومانيا - روسيا - السعودية - الصومال - جنوب إفريقيا - كوريا الجنوبية - إسبانيا - سريلانكا - السودان - السويد - سويسرا - سوريا - طاجيكستان - تايلاند - تونس - تركيا - تركمانستان - أوكرانيا - الإمارات العربية المتحدة - المملكة المتحدة - الولايات المتحدة - أوزبكستان - فيتنام - اليمن |

### مكتب تمثيلي
- الاتحاد الأوروبي (وفد)
- قبرص الشمالية (مكتب تمثيلي)

## قنصليات

### قنصليات عامة فيكراتشي
- أفغانستان [1]
- البحرين [2]
- الصين [3]
- فرنسا [4]
- ألمانيا [5]
- إندونيسيا [6]
- إيران [7]
- إيطاليا [8]
- اليابان [9]
- الكويت [10]
- ماليزيا [11]
- كوريا الشمالية (قنصلية عامة) [12]
- عُمان [13]
- قطر [14]
- روسيا [15]
- السعودية [16]
- كوريا الجنوبية [17]
- سريلانكا [18]
- تايلاند [19]
- تركيا [20]
- الإمارات العربية المتحدة (قنصلية عامة) [21]
- المملكة المتحدة (نائب المفوضية العليا) [22]
- الولايات المتحدة (قنصلية عامة) [23]

### قنصليات فيلاهور
- الصين [24]
- إيران [25]
- تركيا
- المملكة المتحدة (مركز التجارة والتأشيرات)
- الولايات المتحدة (قنصلية عامة) [26]

### قنصليات فيبيشاور
- أفغانستان [1]
- إيران [27]
- الولايات المتحدة (قنصلية عامة) [28]

### قنصليات عامة فيكويتا
- أفغانستان [1]
- إيران [29]

## قنصليات فخرية

### قنصليات فخرية فياسلام اباد
- قبرص [30]
- إثيوبيا

### قنصلية فخرية فيفيصل آباد
- تركيا [31]

### قنصليات فخرية فيكراتشي
- النمسا [32]
- كندا [33]
- أيرلندا [34]
- المكسيك [35]
- البرتغال [36]
- جنوب السودان

### قنصليات فخرية في لاهور
- النمسا [37]
- المكسيك [35]
- البرتغال [36]
- تركيا [31]
- البرازيل [38]
- سلوفاكيا

## البعثات المعتمدة
مقيمة في أنقرة، تركيا :
| - ألبانيا - كولومبيا - إستونيا - لاتفيا - ليتوانيا - مقدونيا - مولدوفا - منغوليا |

مقيمة في طهران، إيران :
| - كرواتيا - الغابون - جورجيا - أيرلندا - ساحل العاج - المكسيك - الجبل الأسود - نيوزيلندا - السنغال - صربيا - سيراليون - سلوفاكيا - سلوفينيا - الأوروغواي - فنزويلا - زيمبابوي |

مقيمة في الرياض، المملكة العربية السعودية :
| - بوركينا فاسو - الكاميرون - تشاد - جزر القمر - جيبوتي - غامبيا - غانا - غرينادا - غينيا - مالي - موريتانيا - النيجر - سنغافورة - تنزانيا - أوغندا |

عواصم أخرى :
| - تشيلي (أبو ظبي) - إثيوبيا (صنعاء) - فنلندا (هلسنكي) - آيسلندا (أوسلو) - باراغواي (القاهرة) |

## السفارات السابقة
- فنلندا
- المكسيك

## روابط خارجية
- وزارة خارجية باكستان
- البعثات الأجنبية في باكستان